# Pat Rupp
Patrick Lloyd „Pat“ Rupp (* 12. August 1942 in Detroit, Michigan; † 2. Februar 2006 in Dayton, Ohio) war ein US-amerikanischer Eishockeytorwart.

## Karriere
Rupp begann seine Karriere als Eishockeyprofi 1963 in der Eastern Hockey League bei den Philadelphia Ramblers. In der gleichen Saison nahm er in einem Spiel für die Detroit Red Wings als Ersatz für Terry Sawchuk in der National Hockey League teil. Er spielte für die US-amerikanische Eishockeynationalmannschaft bei der Winterolympiade 1964 in Innsbruck. Rupp wechselte in der Saison 1964/65 zu den Dayton Gems in die International Hockey League.
Bei den Olympischen Winterspielen 1968 in Grenoble, Frankreich war er erneut Mitglied der US-Mannschaft. Er gewann 1969 zusammen mit seinem Mannschaftskameraden John Adams die James Norris Memorial Trophy.
1972 erklärte er seinen Rücktritt vom Eishockey, spielte allerdings dennoch die Saison 1975/76 in der North American Hockey League für die Buffalo Norsemen und 1979/80 für die Dayton Gems.
Pat Rupp erlag am 2. Februar 2006 einem Krebsleiden.

## Erfolge und Auszeichnungen
- 1969 James Norris Memorial Trophy (gemeinsam mit John Adams)